# Pilar Gómez (actriz argentina)
 Pilar Gómez  (1894-1965) fue una actriz que nació en Paraguay pero vivió y trabajó en Argentina.

## Carrera profesional
En el teatro comenzó trabajando en las compañías de Blanca Podestá, César Ratti y Enrique De Rosas, entre otros. Se recuerdan actuaciones suyas en los teatros Apolo y Cervantes. En 1935 debutó en el cine en La barra mendocina  (1935) siendo partir del de entonces una actriz de reparto muy requerida. En El deseo    (1944) tuvo escenas memorables con Elsa O'Connor de quien era familiar directa. Se retiró de la actividad artística en 1954, salvo su trabajo en el filme no estrenado comercialmente Héroes de hoy    (1960).

## Filmografía
Actriz
- Héroes de hoy    (1960)
- El curandero     (1955)
- El domador    (1954)
- Alma liberada    (1951)
- ¡Qué hermanita!     (1951)
- La indeseable    (1951) …Martina
- Pasaporte a Río  (1950)…Olegaria
- Marihuana     (1950) .... Amelia
- Juan Mondiola    (1950)
- La vendedora de fantasías    (1950) …Mujer en hotel
- Vidalita    (1949)
- Llegada de noche    (1949) .... Camarera del hotel
- Lauracha    (1946)
- El deseo    (1944)
- Fuego en la montaña    (1943)
- Cruza    (1942)
- Mandinga en la sierra    (1939)
- La chismosa    (1938)
- El cabo Rivero    (1938)
- La casa de Quirós     (1937)
- La barra mendocina    (1935)

## Teatro
- Amo a una actriz, con la compañía encabezada por Enrique de Rosas, junto con actores como Carlos Bellucci, Matilde Rivera, Maruja Gil Quesada y Mario Soficci.
- El linyera, con Domingo Sapelli, Arturo García Buhr, Pedro Aleandro, Carlos Belucci, Nedda Francy, Olimpio Bobbio y Pedro Maratea.
- Sábado inglés (1919)
- Yo quiero que tú me engañes (1931), con José Olarra, Paulina Singerman, Luisa Vehil, Roberto Salinas, Mary Nelson y Nicolás Fregues
- Ollantay (1939), con Miguel Faust Rocha, Luisa Vehil, Pablo Acciardi e Iris Marga.
- La casa del batallón (1940)
- Ovidio (1942)
- El carnaval del Diablo (1943) , tragicomedia en un prólogo y cuatro actos presentada por "La Gran Compañía Argentina de Comedia Eva Franco - Miguel Faust Rocha", junto con María Rosa Gallo, Pedro Quartucci, José Franco, Chola Osés, Alberto Candeau, Iris Portillo , Víctor Barrueco y Luis A. Otero.